# Anton Johan Morman
Anton Johan Morman född 1672 på Esperöds säteri i Tranås socken i Skåne, död 3 december 1737 på Gedsholm i Ekeby socken i Skåne, var en svensk militär.

## Biografi
Morman tillhörde den sedan 1300-talet kända danska uradelssläkten Mormand. Han föddes på säteriet Esperöd som son till Hack Mormand och Märta Nieroth, som var dotter till landshövdingen i Nöteborgs län, Anton Johan Nieroth. Vid denna tid var ätten Mormand inte naturaliserad som svensk adel. Redan som fjortonåring gick Morman 1686 in som ryttare vid Södra skånska kavalleriregementet där han tjänstgjorde fram till 1691. Vid denna tidpunkt tog han värvning i överste Jöran von Knorrings regemente som var en del av de svenska hjälptrupper som verkade i nederländsk tjänst under pfalziska tronföljdskriget. Inom detta deltog han i ett flertal strider i Brabant och steg under tiden i graderna från menig till fänrik. År 1695 var han löjtnant vid ett engelskt infanteriregemente under samma krig. Han begärde avsked från detta 1696 varefter han återvände till Sverige där han samma år tjänstgjorde i Kunglig Majestäts drabanter. Kort därefter begärde han avsked igen, men efter stora nordiska krigets utbrott den 11 februari 1700 tog han åter värvning och var konstituerad kapten vid Skånska ståndsdragonerna den 10 september samma år, med konfirmerad fullmakt som sådan den 20 februari 1701. Strax därefter, den 4 mars 1701, blev han ryttmästare vid Skånska tremänningsregementet till häst, vilket under kriget var förlagt i Skåne. Den 19 mars 1708 befordrades han till major vid regementet.
Efter det svenska nederlaget vid Poltava 1709 förklarade Danmark åter krig mot Sverige och planerade en invasion av Skåne. Mormans regemente var ett av ett fåtal tillgängliga regementen i Sydsverige och fick snabbt mobiliseras. Då man inte visste var den danska armén skulle landsättas delades i september 1709 regementet av befälhavaren i Skåne, general Magnus Stenbock, upp i två delar, där regementschefen, överste (under fälttåget konstituerad generalmajor) Göran Gyllenstierna, med 800 man ställdes vid Landskrona medan Morman med 200 man förlades i Ystad. Efter den danska landstigningen vid Råå i november samma år retirerade Gyllenstierna med alla sina trupper till Kristianstad. Morman fick där tillsammans med ett de övriga befälen i uppgift att samla samman så mycket proviant som möjligt från trakten och för säkerhets skull skicka de svenska förråden i Kristianstad till Karlshamn. En svensk armé att möta den danska invasionen höll samtidigt på att sättas upp i Småland. I januari 1710 närmade sig den danska armén Kristianstad. Vid tillfället var Morman utplacerad vid Åhus med 500 ryttare. Då de svenska trupperna vid Kristianstad inte kunde bjuda något större motstånd drog de sig efter mindre strider tillbaka till Blekinge. Detta riskerade att isolera Mormans trupper i Åhus, men antingen genom att bud om den svenska reträtten anlänt eller genom egen försorg, bröt han upp från Åhus och lyckades ta sina trupper längs kusten och sluta upp med den svenska huvudstyrkan i Sölvesborg. Stenbock skrev själv till defensionskommissionen i Stockholm att Mormans marsch var "det remarkablaste, som man kan tacka Gud för" då han löpte en stor risk att utflankeras av danskt kavalleri norrifrån.
Det danska fälttåget kulminerade i slaget vid Helsingborg den 10 mars 1710. Eftersom regementschefen Gyllenstierna utsetts till chef för andra linjen på den svenska vänsterflygeln där bland annat Skånska tremänningsregementet till häst stod, var Morman under slaget chef för regementet. Som sådan förde han regementet i de häftiga ryttarstriderna vid Brohuset på slagets östra sida. Vid första träffningen hade den första linjen slagits tillbaka av danskarna, men tillsammans med den andra linjen lyckades Morman ta del i det förnyade svenska anfallet som till slut vände slaget till svensk fördel. I början av striderna blev dock Morman svårt skadad på flera ställen, bland annat genom ett skott genom halsen, och var tvungen att lämna slagfältet. Hans skador var så allvarliga att han tvingades begära avsked från sin tjänst och efter fälttåget drog han sig tillbaka till sina gods. Han naturaliserades slutligen som svensk adelsman den 4 juli 1732. Morman avled den 3 december 1737 på sitt gods Gedsholm och begravdes i Ekeby kyrka den 21 december samma år.

## Familj och egendomar

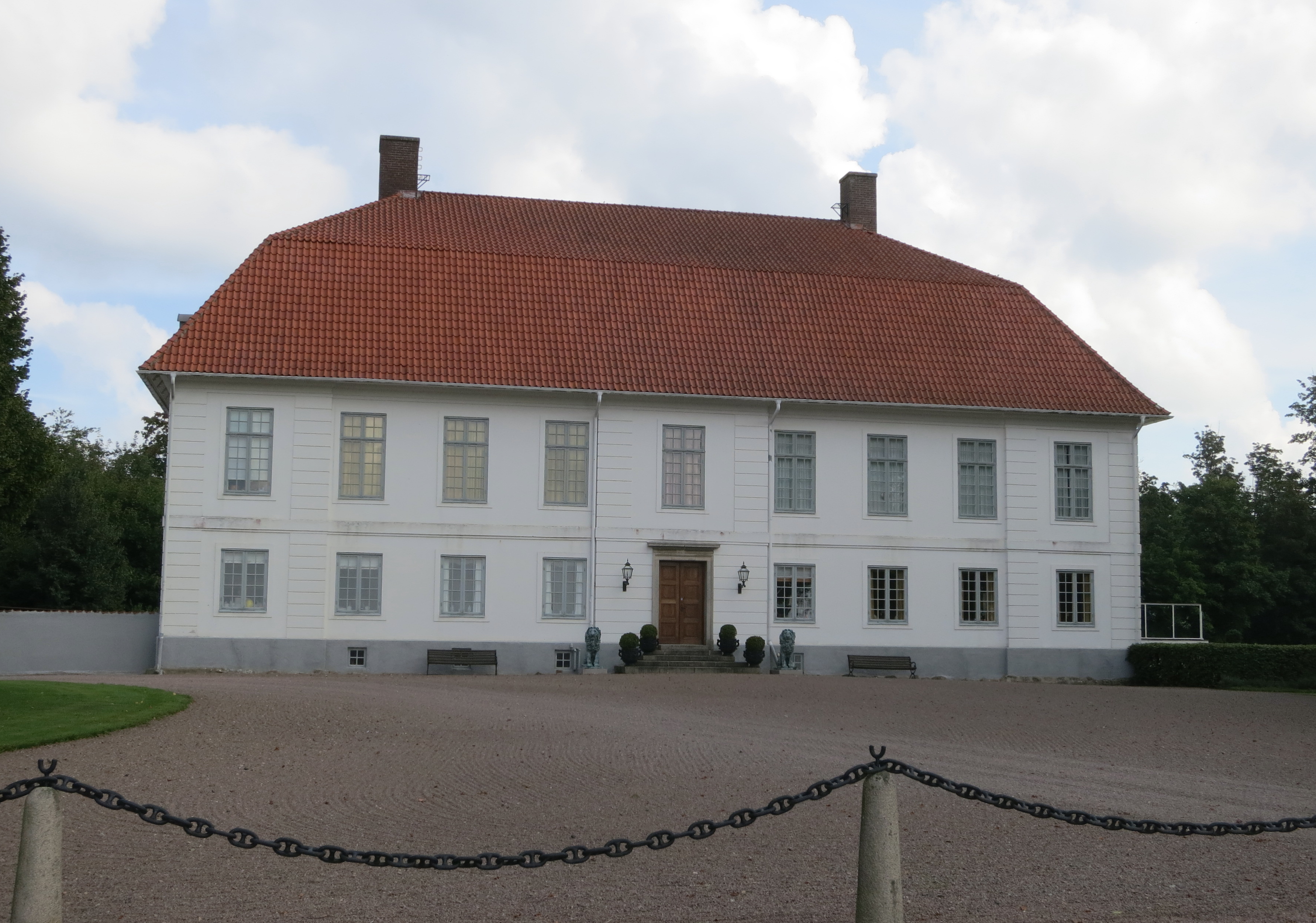
Gedsholms säteri.

Morman var sedan faderns död 1675 innehavare av familjens huvudsäte, säteriet Esperöd i Tranås socken. Han kom även senare i besittning av säteriet Öllestorp. Han gifte sig första gången den 26 augusti 1698 med Barbara Hilleborg Beck, som var dotter till hovjunkare Jochim Beck och Else Friis. Hustrun avled 1715 utan att paret fått några barn och Morman gifte om sig den 17 juni 1718 med Maria Sofia Rosenkrands, som var dotter till Axel Rosenkrands och Elsebe Hedvig Huitfeldt. Hon hade tidigare varit gift med Eiler Holck som ägde godset Gedsholm i Ekeby socken och när hon avled redan året därefter övergick godset till Morman då Holcks och Rosenkrands äktenskap varit barnlöst. Morman gifte sig en tredje gång den 18 augusti med Maria Christina Cedercrantz, vilken var dotter till lagmannen Johan Malmén och Maria Eufrosyne Cronström. Tillsammans fick de sju barn: Johan Holger Morman, född 1721, död 1789; Maria Sofia Morman, gift Gyllenstierna, född 25 september 1722, död 8 april 1761; Marta Eufrosyne Morman, gift Uggla (och mor till Reinhold Uggla), född 13 april 1724, död 7 maj 1793; Elsa Christina Morman, gift Ekestubbe, född 9 maj 1726, död 18 september 1807; Christian Hack Morman, född 29 april 1728, död 1729; Isak Morman, född 14 september 1730, död 28 mars 1794; Antoinetta Johanna Morman, gift Armfelt, född 8 maj 1732, död 22 december 1762.